# Two (episodio de televisión)
"Two" es un episodio de la serie televisiva The Twilight Zone, dirigido por Montgomery Pittman y emitido originalmente por la CBS el 15 de septiembre de 1961. Fue el primer episodio de la tercera temporada y estuvo presentado por Rod Serling e interpretado por Elizabeth Montgomery y Charles Bronson.
En su adaptación radiofónica, el personaje masculino es interpretado por Don Johnson.

## Argumento
Dos supervivientes enemigos de una guerra apocalíptica, un hombre y una mujer, se encuentran en una ciudad desolada y abandonada. 

## Producción
Este episodio se filmó en el estudio de rodaje de Hal Roach Studios en Culver City, California, que se estaba desmoronando debido a la mala administración y el desuso (las instalaciones finalmente se derribaron en 1963), por lo que se necesitó muy poca decoración para crear la ilusión de una ciudad abandonada.